# ABC (groupe)
Pour les articles homonymes, voir ABC.
ABC est un groupe de musique new wave anglais créé en 1980.

## Biographie
Le groupe débute sous le nom de Vice Versa en 1977. Ayant de nombreuses similitudes avec le groupe The Human League, il connaît son heure de gloire dans les années 1980–90 avec des titres comme The Look of Love et par la suite avec The Real Thing, When Smokey Sings ou encore King Without a Crown. Le style de musique de ABC avec des rythmes très dansants lui permet d'être souvent passé dans la programmation des clubs de danse. Le groupe atteint le top 20 en Angleterre avec le single Tears Are Not Enough. Peu de temps après, David Robinson quitte le groupe et est remplacé par le batteur David Palmer.  
En 1982, le groupe sort son premier album The Lexicon of Love, qui atteint la première place des hit-parades britanniques. Un succès qu'il ne peut que difficilement assumer par la suite. Le groupe a trois singles dans le Top 10 anglais en 1982 : Poison Arrow, The Look of Love (Part One) and All of My Heart (en).  
Le second album Beauty Stab, sorti en 1983, n'est pas un grand succès. En 1984, Stephen Singleton quitte le groupe. En 1987, le groupe connaît de nouveau un succès international avec le single When Smokey Sings. Après le 6ème album Abracadabra sorti en 1991, Mark White quitte à son tour le groupe.

## Membres du groupe
- Martin Fry: chant
- David Palmer : batterie et percussion
- Stephen Singleton : alto et ténor saxophones
- Mark White : claviers et guitare

## Discographie

### Albums studio
- 1982 : The Lexicon of Love
- 1983 : Beauty Stab
- 1985 : How to Be a...Zillionaire!
- 1987 : Alphabet City
- 1989 : Up
- 1991 : Abracadabra
- 1997 : Skyscraping
- 2008 : Traffic
- 2016 : The Lexicon of Love II

### Compilations sélectives
- 1990 : Absolutely
- 2001 : Look Of Love: The Very Best Of ABC
- 2004 : The Ultimate Collection

### Singles
| Année | Chanson                       | UK singles | US Hot 100 | US Dance | Album                               |
| ----- | ----------------------------- | ---------- | ---------- | -------- | ----------------------------------- |
| 1981  | Tears Are Not Enough          | 19         | –          | –        | The Lexicon of Love                 |
| 1982  | Poison Arrow                  | 6          | 25         | 39       | The Lexicon of Love                 |
| 1982  | The Look of Love              | 4          | 18         | 1        | The Lexicon of Love                 |
| 1982  | All of My Heart (en)          | 5          | –          | –        | The Lexicon of Love                 |
| 1983  | That Was Then but This Is Now | 18         | 89         | –        | Beauty Stab                         |
| 1984  | S.O.S.                        | 39         | –          | –        | Beauty Stab                         |
| 1984  | How to Be a Millionaire       | 49         | 20         | 4        | How to Be a…Zillionaire!            |
| 1985  | Be Near Me                    | 26         | 9          | 1        | How to Be a…Zillionaire!            |
| 1985  | Vanity Kills                  | 70         | 91         | 5        | How to Be a…Zillionaire!            |
| 1986  | Ocean Blue                    | 51         | –          | –        | How to Be a…Zillionaire!            |
| 1987  | When Smokey Sings             | 11         | 5          | 1        | Alphabet City                       |
| 1987  | The Night You Murdered Love   | 31         | –          | 3        | Alphabet City                       |
| 1988  | King Without a Crown          | 44         | –          | 17       | Alphabet City                       |
| 1989  | One Better World              | 32         | –          | –        | Up                                  |
| 1989  | The Real Thing                | 68         | –          | –        | Up                                  |
| 1990  | The Look of Love (1990 Mix)   | 68         | –          | –        | Absolutely                          |
| 1991  | Love Conquers All             | 47         | –          | –        | Abracadabra                         |
| 1991  | Say It                        | 42         | –          | 3        | Abracadabra                         |
| 1997  | Rolling Sevens                | –          | –          | –        | Skyscraping                         |
| 1997  | Skyscraping                   | –          | –          | –        | Skyscraping                         |
| 1997  | Stranger Things               | 57         | –          | –        | Skyscraping                         |
| 2001  | Peace and Tranquility         | –          | –          | –        | Look of Love - The Very Best of ABC |
| 2008  | The Very First Time           | –          | –          | –        | Traffic                             |